# Cyrtodactylus thirakhupti
Cyrtodactylus thirakhupti es una especie de gecos de la familia Gekkonidae.

## Distribución geográfica yhábitat
Es endémica de una zona kárstica de la Tailandia peninsular. Su rango altitudinal oscila alrededor de 5 m s. n. m..